# Madeleine Delbrêl
Pour les articles homonymes, voir Delbrel.
Madeleine Delbrêl, née le 24 octobre 1904 à Mussidan en Dordogne et morte le 13 octobre 1964 à Ivry-sur-Seine dans le Val-de-Marne, est une assistante de service social et militante catholique française.
Essayiste et poétesse, elle laisse une importante œuvre littéraire. Elle est reconnue vénérable par l'Église catholique.

## Biographie
Madeleine Delbrêl naît dans une famille peu croyante. Sa mère est issue d'une famille de la petite bourgeoisie provinciale. Son père et son grand-père sont cheminots. Bien que baptisée enfant et catéchisée jusqu'à la première communion, elle passe sa jeunesse dans l'indifférence religieuse. Elle perd la foi à quinze ans au contact d'un cercle littéraire et philosophique libre penseur. À l'âge de dix-sept ans, sa profession d'athéisme est radicale et profonde mais, en trois ans, à la suite de la rencontre d'un groupe d'amis chrétiens et de l'entrée chez les dominicains de Jean Maydieu, l'homme qu'elle aimait, elle prend en considération la possibilité de Dieu.
Cette démarche, qu'elle fonde sur la prière et la réflexion, aboutit à la foi à l'âge de vingt ans. Le 19 mars 1924, « éblouie par Dieu », lors d'un passage en l'église Saint-Dominique de Paris (Paris XIVe), elle se convertit.
Dès 1926 à la paroisse Saint-Dominique, elle entre dans le scoutisme chez les Scouts de France en tant que cheftaine de louveteaux. Un temps elle est ACDL responsable de la formation de cheftaines[réf. nécessaire] dans le district de Paris-Sud. Elle était totémisée Abeille Joyeuse et a rédigé un commentaire de la prière scoute. En 1932, elle participe au cours de cheftaine scoute au camp de Chamarande dirigé par le Père Jacques Sevin.
En 1927, elle décide de servir Dieu dans le monde et devient une des premières assistantes sociales. Par le scoutisme, elle devient une assistante de service social très active ; elle s'installe avec quelques amies et travaille dans la banlieue ouvrière, rue Raspail à Ivry-sur-Seine, municipalité communiste. Elle occupe une fonction d'assistante sociale au sein de la mairie communiste d'Ivry-sur-Seine. Elle noue une forte amitié avec le maire d'alors, Venise Gosnat. Elle est confrontée à l'athéisme marxiste, n'hésitant pas, à contre-courant, à annoncer l'Évangile. À l'instar des prêtres ouvriers de La Mission de France dont elle est proche, elle nourrit un dialogue exigeant avec les communistes. Elle fonde une communauté de jeunes femmes qui se sont nommées « la Charité », avant d'être connues comme « Équipes Madeleine Delbrêl ». Il s'agit non « d'y travailler pour le Christ », mais « d'y être le Christ » c’est-à-dire d’être soi-même entièrement amour et charité : « Personne sauf Jésus Christ n’a demandé à notre cœur d’aimer chacun de tous les hommes, de l’aimer jusqu’au bout et de l’aimer en toute chose. Mais quand un homme a été aimé de cet amour-là, il en garde le souvenir, et ce souvenir devient à son tour comme un pressentiment de l’amour même de Dieu. » Le groupe s'attache à rencontrer les gens où ils vivent, à devenir leur ami, à les recevoir à domicile et à s'entraider.

En matière de travail social, elle rappelle la nécessité de développer des actions collectives en vue de faire évoluer les politiques sociales. Elle écrit en 1937 : 

« Il est peut-être plus touchant de visiter, dans sa journée, cinq ou dix familles nombreuses, de leur obtenir à grand renfort de démarches tel ou tel secours ; il serait sans doute moins touchant mais plus utile, de préparer le chemin à tel texte légal qui améliorerait l’état familial de toutes les familles nombreuses connues ou inconnues de nous. »

Quelques mois avant sa mort, en 1964, elle dit encore : « J'ai été et je reste éblouie par Dieu. »

## Commentaire
Selon Christophe Chaland, ses écrits révèlent « une très attachante personnalité humaine, d'abord. D'une extraordinaire capacité d'empathie, elle noue des relations personnelles dans tous les milieux. Elle s'engage à fond. Elle cultive la joie. Son humour est délicieux. Elle est libre. Elle dit ce qu'elle pense avec délicatesse mais fermement. Elle fait preuve d'une grande sûreté de discernement, d'une pensée rigoureuse. Sa personnalité spirituelle, sa théologie ont le même caractère : de solides fondations, de la vigueur et toujours ce centre qui unit tout : La Charité de Dieu manifestée dans le Christ. »

## Cause en béatification
La cause en béatification de Madeleine Delbrêl a été introduite à Rome en 1990 par Monseigneur François Frétellière, ancien évêque de Créteil. Le postulateur est le père Gilles François, qui a succédé au père Jean Gueguen.
Le 26 janvier 2018, le pape François a autorisé la Congrégation pour les causes des saints à promulguer le décret reconnaissant les vertus héroïques de Madeleine Delbrêl, lui attribuant ainsi le titre de vénérable,,. C'est la première étape avant qu'elle ne soit déclarée bienheureuse.

## Hommage
En hommage à Madeleine Delbrêl, qui aimait les roses de son jardin, le diocèse de Créteil (Val-de-Marne) propose en 2020 un rosier spécialement créé pour l'occasion, nommé « Madeleine Delbrêl ». Ce rosier a été créé par le rosiériste Orard à Feyzin.

## Citation
Arrivée à Ivry, « ville marxiste », en 1933, convertie de l'athéisme, elle y restera jusqu'à sa mort, dans le souci de la rencontre de l'athéisme.
Extrait de l'ouvrage des pères G. François et B. Pitaud ː Madeleine Delbrêl.
Témoignage

« La parole de Dieu on ne l'emporte pas au bout du monde, dans une mallette ː on la porte en soi, on l'emporte en soi. On ne la met pas dans un coin de soi-même, dans sa mémoire, comme sur une étagère d'armoire où l'on l'aurait rangée. On la laisse aller jusqu'au fond de soi, jusqu'à ce gond où pivote tout nous-même.

On ne peut pas être missionnaire sans avoir fait en soi cet accueil franc, large, cordial, à la parole de Dieu, à l'Évangile.

Cette parole, sa tendance vivante est de se faire chair, de se faire chair en nous.

Et quand nous sommes ainsi habités par elle, nous devenons aptes à être missionnaires.

Mais ne nous méprenons pas. Sachons qu'il est très onéreux de recevoir en soi le message intact. »

— Gilles François et Bernard Pitaud, Madeleine Delbrêl, Ephata, 2024, p. 47.

## Publications
Par ordre alphabétique des titres, hors œuvres complètes :
- Alcide : guide simple pour simples chrétiens, Seuil, coll. « Livre de vie », no 133, Paris, 1980  (ISBN 2-02-005406-X)
- Ampleur et dépendance du service social, Bloud et Gay, Paris, 1937
- Communautés selon l'Évangile, Seuil, Paris, 1973 (préfacé par Guy Lafon)
- La Femme et la maison, Les Éditions du Temps présent, Paris, 1941
- Indivisible amour : pensées détachées inédites (textes choisis et présentés par C. de Boismarmin), Centurion, Paris, 1991. Bibliogr. p. 131-133  (ISBN 2-227-34077-0)
- La Joie de croire, Seuil, Paris, 1968 (recueil de textes écrits de 1935 à 1964 et partiellement extr. de diverses revues et publ., préfacé par Guy Lafon)
- Madeleine Delbrêl. La Route, impr. et libr. Alphonse Lemerre, Paris, 1927. Prix Sully Prudhomme 1926
- Missionnaires sans bateau - les racines de la mission, Parole et silence, Saint-Maur, 2000  (ISBN 2-84573-019-5)
- Nous autres, gens des rues - textes missionnaires, Seuil, coll. « Livre de vie », no 107, Paris, 1971
- Veillée d'armes - aux travailleuses sociales, Bloud et Gay, coll. « Réalités du travail social », no 1, Paris, 1942
- Ville marxiste, terre de mission - provocation du marxisme à une vocation pour Dieu…, deuxième édition augmentée avec une correspondance entre M. Delbrêl et Venise Gosnat et deux textes inédits, Cerf, coll. « Foi vivante », no 129, Paris, 1970. Réédition : Desclée de Brouwer, 1995  (ISBN 2-220-03596-4)

### Œuvres complètes
Les Éditions Nouvelle Cité ont publié entre 2004 et 2018 les œuvres complètes de Madeleine Delbrêl en 17 tomes :
1. Correspondance (1910-1941), vol. 1 : Éblouie par Dieu, Bruyères-le-Châtel, Éd. Nouvelle Cité, mars 2004, 350 p. (ISBN 978-2-85313-457-6, présentation en ligne).
2. Correspondance (1942-1952), vol. 2 : S'unir au Christ en plein monde, Bruyères-le-Châtel, Éd. Nouvelle Cité, octobre 2004, 352 p. (ISBN 978-2-85313-467-5, présentation en ligne).
3. Humour dans l'amour : Méditations et fantaisies, Bruyères-le-Châtel, Éd. Nouvelle Cité, mai 2017 (1re éd. 2005), 282 p. (ISBN 978-2-85313-476-7)  (ISBN 978-2-85313-881-9), [présentation en ligne].
4. Le moine et le nagneau : Alcide et ses métamorphoses, Bruyères-le-Châtel, Éd. Nouvelle Cité, mars 2006, 253 p. (ISBN 978-2-85313-499-6).Réédition : Alcide et le petit moine : Maximes et conseils de vie spirituelle, mai 2017, 250 p.,  (ISBN 978-2-85313-882-6), [présentation en ligne].
5. Écrits professionnels (publiés de son vivant), vol. 1 : Profession assistante sociale, Bruyères-le-Châtel, Éd. Nouvelle Cité, avril 2007, 411 p. (ISBN 978-2-85313-520-7, présentation en ligne).
6. Denis Pelletier et Christine Garcette (préface/introduction) et Bernard Pitaud (postface), Écrits professionnels (textes inédits), vol. 2 : Le service social entre personne et société, Bruyères-le-Châtel, Éd. Nouvelle Cité, septembre 2007, 511 p. (ISBN 978-2-85313-533-7, présentation en ligne).
7. Textes missionnaires, vol. 1 : La sainteté des gens ordinaires, Bruyères-le-Châtel, Éd. Nouvelle Cité, octobre 2009, 222 p. (ISBN 978-2-85313-583-2, présentation en ligne).
8. Textes missionnaires, vol. 2 : Athéismes et évangélisation, Bruyères-le-Châtel, Éd. Nouvelle Cité, octobre 2010, 284 p. (ISBN 978-2-85313-618-1, présentation en ligne).
9. Textes missionnaires, vol. 3 : La femme, le prêtre et Dieu : Au cœur du mystère intime de l'Église, Bruyères-le-Châtel, Éd. Nouvelle Cité, septembre 2011, 288 p. (ISBN 978-2-85313-653-2, présentation en ligne).
10. Textes missionnaires, vol. 4 : La question des prêtres ouvriers : La leçon d'Ivry, Bruyères-le-Châtel, Éd. Nouvelle Cité, octobre 2012, 254 p. (ISBN 978-2-85313-684-6, présentation en ligne).
11. Mgr Dagens (préface), Textes missionnaires, vol. 5 : Ville marxiste terre de mission, Bruyères-le-Châtel, Éd. Nouvelle Cité, septembre 2014, 246 p. (ISBN 978-2-85313-741-6, présentation en ligne).
12. Textes missionnaires, vol. 6 : En dialogue avec les communistes, Bruyères-le-Châtel, Éd. Nouvelle Cité, octobre 2014, 354 p. (ISBN 978-2-85313-747-8, présentation en ligne).
13. Textes à ses équipières, vol. 1 : La vocation de La Charité, Bruyères-le-Châtel, Éd. Nouvelle Cité, octobre 2015, 336 p. (ISBN 978-2-85313-791-1, présentation en ligne).
14. Textes à ses équipières, vol. 2 : J'aurais voulu…, Bruyères-le-Châtel, Éd. Nouvelle Cité, octobre 2016, 326 p. (ISBN 978-2-85313-852-9, présentation en ligne).
15. Textes à ses équipières, vol. 3 : Notre vie, Bruyères-le-Châtel, Éd. Nouvelle Cité, octobre 2017, 326 p. (ISBN 978-2-85313-919-9, présentation en ligne).
16. Textes à ses équipières, vol. 4 : Si la charité existe…, Bruyères-le-Châtel, Éd. Nouvelle Cité, octobre 2018, 342 p. (ISBN 978-2-37582-036-0, présentation en ligne).
17. Textes à ses équipières, vol. 5 : La conversion du cœur, Bruyères-le-Châtel, Éd. Nouvelle Cité, octobre 2018, 308 p. (ISBN 978-2-37582-037-7, présentation en ligne).

#### Article
- Dominique Fontaine, « Madeleine Delbrêl a cent ans », Revue Projet, vol. 2, no 285,‎ 2005, p. 42-44 (lire en ligne).
- Forum international et pastoral (programme) ; 29 mai - 1er juin 2025 ː Partir vers ce qui arrive - Église Sainte Croix du Port, Ivry-sur-Seine.